# Šesterokut
Šesterokut ili Heksagon (starogrč. ἕξ, hex - "šest" + γωνία, gonía - "kut") je mnogokut koji ima šest stranica, šest kutova i šest vrhova.

## Pravilni šesterokut
Pravilni šesterokut ima duljine svih stranica jednake polumjeru njemu opisane kružnice, a kutovi su mu između susjednih stranica međusobno jednaki i iznose 120°. Ploština pravilnoga šesterokuta stranice a je P = 3a²√ 3 /2 ≈ 2,598 a², a polumjer upisane kružnice je r = a√ 3 /2. Ima devet dijagonala, a zbroj unutarnjih kutova iznosi mu 720°.
Kao što je moguće pokriti ravan jednakostraničnim trokutima ili kvadratima, i pravilni šesterokut ima tu osobinu, pa se može upotrijebiti za konstruiranje teselacija.
Pčelinje saće ima osnovne elemente u formi šesterokuta upravo zato što takav oblik omogućava efikasnu i ekonomičnu upotrebu prostora i materijala od koga je zagrađeno.

## Konstrukcija
Pravilni šesterokut se može konstruirati uz pomoć ravnala i šestara. Sljedeća animacija ilustrira korak po korak, konstrukciju pravilnog šesterokuta koju je dao Euklid, knjizi IV, svojih „Elemenata“.
- Animirani prikaz konstrukcije heksagona, pomoću šestara i ravnala